# Wiktori Kratasiuki
Wiktori Kratasiuki (gruz. ვიქტორი კრატასიუკი; ur. 30 stycznia 1949 w Poti, zm. 18 marca 2003 tamże) – gruziński kajakarz. W barwach ZSRR złoty medalista olimpijski z Monachium.
Zawody w 1972 były jego jedynymi igrzyskami olimpijskimi. Wygrał w kajakowych dwójkach na dystansie 1000 metrów, osadę tworzył również Nikołaj Gorbaczow.